# Fight for the Dardanelles
Fight for the Dardanelles er en britisk stumfilm fra 1915 af F. Percy Smith.